# Європейська площа (Конотоп)
Європейська площа — площа міста Конотоп Сумської області.

## Розташування
Розташована в районі Селище КВРЗ.

## Назва
Названа на честь частини світу, що є частиною материка Євразія.

## Історія
Площа відома з ХІХ століття.
Перша відома назва — вулиця Ладонка. Походить від християнської традиції носити ладонки. Ладонка — оберіг у вигляді мішечка з ладаном або святинею, що носили на шиї.
З 20 жовтня 1967 року — площа Новікова. Назву присвоєно на честь учасника встановлення радянської влади у місті Конотоп Павла Ілліча Новікова.
З 1 грудня 2015 року у рамках декомунізації перейменована на Європейську площу.

## Пам'ятки історії
На Європейській площі розташовані пам'ятки історії — Головні залізничні майстерні міста Конотоп (1869 рік).

## Пам'ятки архітектури
На Європейській площі міста Конотоп розташована пам'ятка архітектури Головні залізничні майстерні (Заводоуправління; Тендерний цех; Паровозо складальний цех; Інструментальний цех; Ливарний цех; Складальний цех; Котельня) (1899—1912) роки.